# Maltecora
Maltecora is een geslacht van spinnen uit de familie springspinnen (Salticidae).

## Soorten
De volgende soorten zijn bij het geslacht ingedeeld:
- Maltecora chrysochlora Simon, 1910
- Maltecora divina Simon, 1910
- Maltecora janthina Simon, 1910